# 约纳·库西-阿萨雷
约纳·丹尼尔·库西-阿萨雷（瑞典語：Jonah Daniel Kusi-Asare，2007年7月4日—）是一位兼具加纳和芬兰血统的瑞典足球运动员，自2024年2月起加盟德甲俱乐部拜仁慕尼黑青训营，并代表瑞典21岁以下国家足球队参加国际比赛，于场上司职前锋。

## 俱乐部生涯

### 本土俱乐部
约纳是前足球运动员约内斯·库西-阿萨雷之子，出生于斯德哥尔摩附近的索尔纳，其父亲曾效力于当地俱乐部尤尔戈登。为此，他年少时曾在布罗马波伊卡纳效力近十年之久，2023年1月再转会至家乡俱乐部AIK。2023年8月28日，库西-阿萨雷在瑞典超级联赛对阵瓦尔贝里的比赛中首次代表AIK一线队出场，以16岁1个月零24天的年龄成为AIK历史上最年轻的瑞典超出场球员。至2023赛季结束时，他在瑞典超共出场4次。

### 拜仁慕尼黑
2024年2月1日，库西-阿萨雷以450万欧元的转会费加盟德甲俱乐部拜仁慕尼黑的青训营，最初效力于U19梯队。2023-24赛季后半程，他共代表U19梯队在青年德甲联赛中出场6次，射入3球。这位前锋还参加了两场欧洲青年联赛，这是他首次参与国际赛事。2024-25赛季，时年17岁的库西-阿萨雷被提拔至拜仁慕尼黑二队。他于2024年8月30日首次代表该队出场，在巴伐利亚地区联赛（第4级）主场与费尔青的比赛中以1-1战平。
2024年12月初，库西-阿萨雷在时任一线队主教练樊尚·孔帕尼的带领下首次入选德甲比赛日大名单，但作为替补并未出场。2025年1月，他跟随一线队一起参加冬季集训，并在热身赛中出场。至2025年4月26日（第31轮），库西-阿萨雷终于完成德甲首秀，在主场3-0战胜美因茨05的比赛中于第88分钟替补哈里·凯恩出场。备战2025-26赛季期间，他又在2025年8月7日对阵托特纳姆热刺的友谊赛第80分钟射入了他代表拜仁一线队的首个入球，将比分改写为4-0。

## 国家队生涯
库西-阿萨雷曾代表U16、U17、U19和U21等不同年龄段的瑞典青年国家队参加国际比赛。由于他的血统，库西-阿萨雷也有资格代表芬兰或加纳国家队效力，因其母亲来自芬兰，父亲来自加纳。